# Francesco Moraglia
Francesco Moraglia (Génova, 25 de mayo de 1953) es un eclesiástico italiano de la Iglesia católica. Fue nombrado patriarca de Venecia el 31 de enero de 2012 por el papa Benedicto XVI. Su toma de posesión fue el 25 de marzo de 2012.

Aunque Venecia es una tradicional sede cardenalicia de Italia, no se ha nombrado a Monseñor Moraglia como cardenal y solo mantiene el título nominal de patriarca de rito latino.

## Biografía
Francesco Moraglia nació en Génova, Liguria el 25 de mayo de 1953. Estudió en el seminario de su ciudad natal y fue ordenado sacerdote el 29 de junio de 1977. Hasta 1978 fue profesor en el seminario mayor de su Archidiócesis. Continuó su formación en la Pontificia Universidad Urbaniana de Roma, obteniendo el doctorado en Teología dogmática en 1981.
Desde 1979 hasta 1988 fue párroco auxiliar de una parroquia del centro de la ciudad genovesa y desde 1986 fue profesor de Teología dogmática en la Facultad de Teología del Norte de Italia. Más tarde, llegó a ser decano del Instituto liguriano de Estudios Religiosos. En 1996 fue nombrado director de la Oficina diocesana para la Cultura. Se convirtió en miembro del Consejo Presbiteriano Diocesano de Génova en 2001. Fue consejero de la Congregación para el Clero desde 2003. En 2004 fue nombrado canónigo de la Catedral de Génova.

## Episcopado

### Obispo de Spezia-Sarzana-Brugnato
El 6 de diciembre de 2007, el Santo Padre Benedicto XVI lo nombró VI Obispo de la Diócesis de La Spezia-Sarzana-Brugnato. 
Sucedió al Excmo. Mons. Bassano Staffieri, quien se retiró por razones de edad.
Recibió su consagración episcopal 3 de febrero de 2008 en la Catedral de San Lorenzo (Génova) por el cardenal Angelo Bagnasco, Arzobispo de Génova, y fueron co-consacrantes el Arzobispo Mauro Piacenza y Monseñor Bassano Staffieri.

### Patriarca de Venecia
El 31 de enero de 2012, el Santo Padre Benedicto XVI lo nombró XLIX Patriarca del Patriarcado de Venecia.
Tomó posesión canónica el 25 de marzo de 2012.
Monseñor Moraglia asumió el cargo metropolitano de la provincia eclesiástica de Venecia, conformada por nueve diócesis sufragáneas: Adria- Rovigo, Belluno - Feltre, Chioggia, Concordia - Pordenone, Padua, Treviso, Verona, Vicenza, Veneto Vittorio, y también el cargo de Gran Canciller de la Facultad de Derecho Canónico de Venecia "San Pío X".
El 29 de mayo de 2012, fue nombrado presidente de la Conferencia Episcopal Triveneta y en consecuencia gran canciller de la Facultad de Teología de Triveneto de la Universidad Católica de Padua.
El 29 de junio de 2012, recibió el Palio metropolitano de manos del Papa Benedicto XVI en la Basílica de San Pedro.
El 18 de septiembre de 2012 ha nombrado al Padre sinodal XIII Asamblea General Ordinaria del Sínodo de los Obispos sobre "La nueva evangelización para la transmisión de la fe cristiana".
El 14 de octubre de 2012 celebró la misa en la Plaza San Marcos en la apertura del Año de la Fe, con la presencia de más de 5.000 personas, en esa ocasión divulgó su primera carta pastoral: "Yo sé en quién he puesto mi fe. Invitación a la fe".
El 22 de noviembre de 2022 fue nombrado miembro del Dicasterio para la Cultura y la Educación ad quinquennium.

## Patriarca pero no Cardenal
El Patriarcado de Venecia tiene una gran relevancia en la historia reciente de la Iglesia Católica porque de allí surgieron los papas San Pío X, San Juan XXIII y Juan Pablo I. Además Venecia es una diócesis que por lo general es sede cardenalicia en Italia, pero en la actualidad  Monseñor Moraglia no ha sido nombrado Cardenal por el Papa Benedicto XVI, el Papa Francisco ni por el Papa León XIV.

## Vestimenta
En la Iglesia Católica los Patriarcas de rito latino a diferencia de los orientales son meramente nominales y sin ningún poder jurisdiccional en sus respectivas naciones. En el caso de los patriarcas de Venecia por privilegio pontificio tienen permitido vestir con hábito coral cardenalicio solo en su jurisdicción y fuera de los oficios litúrgicos aunque no hayan sido elevados a la dignidad cardenalicia.
El Patriarca se distingue del cardenal porque viste una birreta con pompón y no usa la birreta cardenalicia sin pompón, que es únicamente la birreta que impone el pontífice.

## Publicaciones
- F. Moraglia, L’uomo destinatario della missione, in Chiesa sempre missionaria, AA.VV., Facoltà Teologica Italia Settentrionale Sezione di Genova, Génova 1992, pp.157-171.

- F. Moraglia, Il democraticismo nella Chiesa, in Sacerdozio. Un amore più grande, AA.VV., San Paolo, Cinisello Balsamo 1996, pp 85-86.

- F. Moraglia, A.M. Tripodi (edd.), Rosmini tra vangelo e Cultura, Città Nuova, Roma 1997.

- F. Moraglia, È Signore e dà la vita, in Lo Spirito Santo Teologo del Popolo di Dio, a cura di G. Calabrese, Piemme, Casale Monferrato 1997, pp. 149-191.

- F. Moraglia, Rivelazione, fede e mistero di Dio “Padre delle misericordie”, in Dio Padre Misericordioso, a cura di F. Moraglia, Marietti 1820, Génova, 1998, pp. 181-209.

- F. Moraglia, Il ruolo positivo dei laici nella missione della Chiesa, en Sacrum Ministerium (Roma, 1998) 1, pp. 8-16.

- F. Moraglia, La lettera Apostólica “Ad Tuendam Fidem” e la sua rilevanza per la formazione permanente del clero e per la nuova evangelizzazione, en Sacrum Ministerium (Roma, 1998) 2, pp. 44-51.

- F. Moraglia, M.A. Falchi Pellegrini (a cura di), Genova i motivi della speranza, Marietti 1820, Génova 1998.

- F. Moraglia, A.M. Tripodi (a cura di), Chiesa e Città, Marietti 1820, Génova 1999.

- F. Moraglia, Cristo senso e fondamento della storia. Il “primeggiante”, l’unico Salvatore del mondo, in Cristo Omega e Alfa, a cura di C. Doglio, Marietti 1820, Génova 1999, pp. 195-229.

- F. Moraglia, “La bellezza salverà il mondo” estetica e teología, in Via Crucis 2000, a cura di F. Ragazzi, De Ferrari Editore, Génova 2000, pp. 55-60.

- G. Marini, F. Moraglia, Dio mi basta. Monsignor Tommaso Reggio, Marietti 1820, Génova 2000.

- F. Moraglia, Il diacono San Lorenzo ai diaconi del nuovo millennio, in Sacrum Ministerium (Roma 2000) 1, pp. 90-107.

- F. Moraglia, Direttorio per il ministero e la vita dei presbiteri. Riflessione teologica, in Sacerdoti per il terzo millennio, a cura di M. Piacenza, Marietti 1820, Genova-Milano 2003, pp.115-120.

- F. Moraglia, Santa Caterina, teóloga del purgatorio. Fedeltà alla Chiesa e originalità di un pensiero, prefazione del cardinale Tarcisio Bertone, Centro Studi Cateriniani, Génova 2004.

- M. De Gioia, L. De Mata, F. Moraglia (coautore di), Quel giorno a Nazareth. Storia della Chiesa cattolica, documentario televisivo in 20 puntate, prodotto dall'Istituto Luce per la RAI, Roma 2005.

- F. Moraglia, A.M. Tripodi (a cura di), Rosmini e Newman, un confronto con la modernità, Atti del Convegno, presentazione di S.E. Cardinale T. Bertone, Il Cittadino, Génova 2006.

- F. Moraglia, Cum Maria Matre Iesu, Diocesi della Spezia-Sarzana-Brugnato, Omelie del Vescovo S.E. Mons. Francesco Moraglia nei pellegrinaggi mariani (2008-2012), CRD Edizioni, Carrara 2012.

- F.Moraglia, Una fede amica dell'uomo, Cantagalli, Siena 2013[53].

- F. Moraglia, Atti degli apostoli, gli inizi della chiesa, Cantagalli, Siena 2013[54][55][56].